# Moisés Muñoz
Moisés Alberto Muñoz Rodríguez (Aguililla, 1 februari 1980) is een Mexicaans voormalig voetballer die speelde als doelman. Tussen 1999 en 2018 speelde hij voor Monarcas Morelia, Atlante, Club América, Chiapas en Puebla. Muñoz maakte in 2004 zijn debuut in het Mexicaans voetbalelftal en kwam in dertien jaar tot twintig interlands.

## Clubcarrière
Muñoz begon zijn carrière bij Monarcas Morelia en op 19 september 1999 debuteerde hij in het duel tegen Pachuca. Hij speelde liefst elf jaar voor de club en kwam in 282 competitiewedstrijden in actie, toen hij geruild werd voor een nieuwe doelman met Atlante. Aldaar was hij gedurende twee jaar een vaste basisspeler, maar op 25 november 2011 tekende hij bij Club América. In mei 2013 scoorde hij uit een hoekschop een doelpunt tegen Cruz Azul, waardoor Club América uiteindelijk via strafschoppen kampioen zou worden, doordat Muñoz de beslissende strafschop stopte. In januari 2017 werd Muñoz voor een half jaar op huurbasis overgenomen door Chiapas. Een halfjaar later werd hij opnieuw verhuurd; ditmaal aan Puebla. In de zomer van 2018 zette Muñoz een punt achter zijn actieve loopbaan.

## Interlandcarrière
Muñoz debuteerde op 27 oktober 2004 in het Mexicaans voetbalelftal . Op die dag werd er met 2–1 gewonnen van Ecuador. De doelman moest van bondscoach Ricardo La Volpe op de bank beginnen en hij viel in de tweede helft in.

## Erelijst
| Competitie                |                  |                              |                  |                  |
| Competitie                | Aantal           | Jaren                        |                  |                  |
| Monarcas Morelia          | Monarcas Morelia | Monarcas Morelia             | Monarcas Morelia | Monarcas Morelia |
| ------------------------- | ---------------- | ---------------------------- | ---------------- | ---------------- |
| Primera División          | 1                | Invierno 2000                |                  |                  |
| Club América              |                  |                              |                  |                  |
| Primera División          | 2                | Clausura 2013, Apertura 2014 |                  |                  |
| CONCACAF Champions League | 2                | 2014/15, 2015/16             |                  |                  |
| Mexico                    |                  |                              |                  |                  |
| CONCACAF Gold Cup         | 1                | 2015                         |                  |                  |
| CONCACAF Cup              | 1                | 2015                         |                  |                  |